# Mannagryn

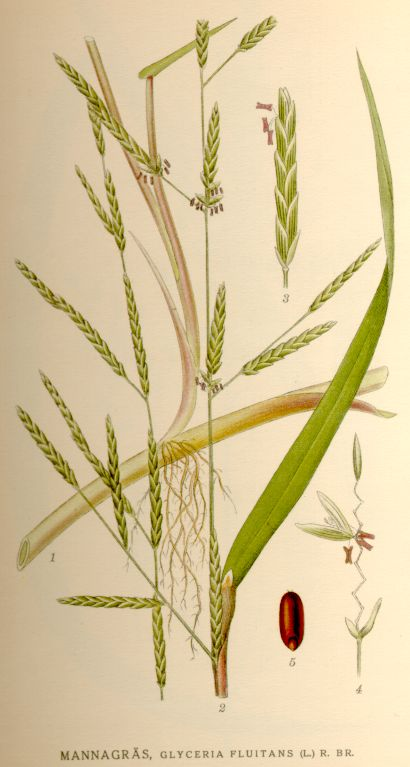
Från Bilder ur Nordens Flora
1. En del av stråets nedliggande och rotslående del
2. Vippa
3. Småax. Förstoring × 2
4. Dito med alla blommorna borttagna utom två. Förstoring × 2
5 Frukt. Förstoring × 5

Mannagryn kallas vanligtvis mjölkärnan av proteinrika och hårda vetesorter och andra sädesslag, till exempel hirs. 
De gryn som finns i handeln är vanligtvis tillverkade av vete, och erhålls som mellanprodukt vid mjölberedning. Mannagryn används framförallt till gröt (mannagrynsgröt) och puddingar, men även soppor. 
Mannagryn kallas ibland för semolina. 
Äkta mannagryn bereddes ursprungligen av mannagräsets frön (Glyceria fluitans). Enligt uppgift insamlades de mogna fröna med håvar, vilka användes till att skumma vattenytan där mannagräset växer. Fröna torkades och skalades ("skräddes") sedan i en kvarn. 
Den bibliska mannan, som regnade från himlen, har ingen koppling till mannagryn.